# Fo Shoutempel
Fo Shou Temple of Fo Shoutempel is een boeddhistische tempel in Philadelphia Chinatown aan de Cherry Street numero 1015 die onderwijst in het Zuiver Land-boeddhisme. 
De tempel werd in 2006 geopend. Op de begane grond van de tempel staat een altaar van de drie schatten Boeddha's. Op de eerste verdieping is een hal te vinden waar de voorouders worden vereerd. De meeste bezoekers van de tempel zijn Chinees-Amerikaanse vrouwen. Verder komen er ook migranten die oorspronkelijk uit Vietnam, Maleisië en Thailand komen. Op zondag komen zeer veel bezoekers.
In de tempel kan men naast bidden en offeren ook aan qiuqian doen.